# Srednjosudanski narodi
Srednjesudanski narodi, grana Istočnosudanskih (Nilsko-saharskih) naroda nastanjenih kroz područje južnog Sudana i Čada, te u sjeveroistočnom Kongu i dijelovima Ugande i Srednjoafričke Republike. Jezično ovi narodi dijele se na dvije skupine, istočnu s Avokaya, Asua, Lendu, Lese, Lugbara, Lulubo, Madi, Mangbetu, Moru i Ngiti, i zapadnu s Bagirmi, Baka, Bongo, Jur Modo, Kara, Kreish, Morokodo, Sara, Sinyar, Vale i Yulu.

## Vanjske poveznice
- David Birmingham, Central Africa to 1870

- Language Family Trees: Nilo-Saharan, Central Sudanic